# إيهاب عويص
الدكتور إيهاب عويص هو طبيب وأديب فلسطيني من عكا يحمل الجنسية الروسية.
وُلد في دمشق عام 1969م. يُعرف بكتاباته الأدبية والفكرية التي تجمع بين التاريخ والأديان والفلسفة، إلى جانب تخصصه الطبي في مجال تقويم الأسنان والفكين.

## النشأة والتعليم
وُلد إيهاب عويص في سوريا ونشأ في الإمارات العربية المتحدة. بدأ دراسته الجامعية في ألمانيا الغربية، ثم انتقل إلى المجر، وأكمل تعليمه في روسيا الاتحادية حيث تخرج عام 1999م من جامعة نوفغورود الحكومية متخصصًا في تقويم الأسنان والفكين. حصل لاحقًا على الجنسية الروسية.

## المسيرة المهنية
عمل إيهاب عويص في المجال الطبي في روسيا وسوريا قبل أن يستقر في المملكة العربية السعودية. رغم نجاحه في تخصصه الطبي، إلا أن شهرته الأوسع جاءت من خلال إنتاجه الأدبي.

## الإنتاج الأدبي
برز إيهاب عويص كأديب من خلال ملحمة أدبية بعنوان رحلة أبراهام. تتألف هذه السلسلة من ثلاث روايات رئيسية:
- 'الهروب إلى العاصفة
- بشارات هائمة
- كهولة قبل البلوغ

### رحلة أبراهام
تناولت سلسلة رحلة أبراهام صراع الأديان والمعتقدات عبر سرد قصصي يجمع بين الإثارة والمعرفة، حيث تسلط الضوء على قضايا دينية وفكرية معقدة من خلال شخصية حاخام روسي يبحث عن الحقيقة بين مختلف الأديان والفلسفات. اعتبرها النقاد قفزة نوعية في الأدب العربي، إذ دمجت بين التوثيق التاريخي والأسلوب الروائي المشوق.
حققت السلسلة نجاحًا كبيرًا، وسجلت أعلى مبيعات خلال معرض الرياض الدولي للكتاب عام 2013م وفقًا لتقديرات برق الإخبارية.

## مقالات وأبحاث
كتب إيهاب عويص العديد من المقالات المتنوعة في السياسة والأدب والفلسفة من منظور ديني. كما عمل سابقًا على موسوعة حول اليهود وفرقهم وتأثيرهم على الأديان الأخرى، لكنه أعاد صياغة هذه الأبحاث لاحقًا ضمن سلسلة رحلة أبراهام.

## أسلوب الكتابة
يتميز أسلوب إيهاب عويص بالسرد العميق الذي يمزج بين الدقة العلمية والمتعة الأدبية. حرص في كتاباته على الحيادية والواقعية في طرح الأفكار، واستند في معلوماته إلى مصادر موثوقة ومراجع أكاديمية، مع المحافظة على عنصر التشويق والإثارة لجذب القراء.